# 奥里比·佩拉尔塔
奥里比·佩拉尔塔（1984年1月12日—）是墨西哥已退役的足球运动员，现在作为一个前墨西哥国家队队员。佩拉尔塔在2003年在莫雷利亚开始了他的职业生涯，2004年和2006年之前转会到新萊昂州的蒙特雷，但在联赛中只有两次出场。佩拉尔塔随后转至圣多斯，然后在2008年转到恰帕斯。当他再次回到圣多斯之后就成为了球队的核心球员，未来五年中他参加了200场比赛，打进了70球。
自2005年首次获得国家队征召以来，直到2011年佩拉尔塔才再次获得国家队的征召，作为超龄球员与U22队获得2011年泛美运动会。他在奥运会决赛对阵巴西时打进了两球，帮助墨西哥获得了2012年奥运会足球比赛的金牌。